# Georg Reuling (Politiker)
Johann Georg Ludwig Reuling (* 3. Februar 1785 in Pirmasens; † 8. Juli 1857 in Bessungen) war ein deutscher Steuerrat und Politiker und Abgeordneter der 2. Kammer der Landstände des Großherzogtums Hessen.

## Leben
Georg Reuling war der Sohn des Generalstabsarztes Georg Friedrich Reuling (1739–1799) und dessen Ehefrau Luisa Elisabethe, geborene Koch (1751–1800). Reuling, der evangelischen Glaubens war, heiratete am 4. Juli 1809 Anna Barbara, geborene Kramer (1786–1852).
Reuling war 1808 Steuerperäquator für die Bezirke Michelstadt, Fürstenau, Reichenberg und Kirch-Beerfurth. 1822 wurde er Steuerkommissar in Michelstadt. 1833 wurde er Geometer 2. Klasse. 1852 wurde er mit dem Charakter Steuerrat pensioniert.
Von 1841 bis 1847 gehörte er der Zweiten Kammer der Landstände an. Er wurde für den Wahlbezirk Starkenburg 9/Erbach gewählt.